# Cobanus bifurcatus
Cobanus bifurcatus là một loài nhện trong họ Salticidae.
Loài này thuộc chi Cobanus. Cobanus bifurcatus được Arthur Merton Chickering miêu tả năm 1946.